# 吉姆·德赖登
吉姆·德赖登（英語：Jim Dryden，1907年7月8日—1974年10月29日），新西兰男子摔跤运动员。他曾代表新西兰参加1938年大英帝国运动会摔跤比赛，获得男子自由式100公斤级银牌。

## 家庭
儿子阿利斯泰尔·德赖登。